# Monica Lanz
Monica Lanz (Zwartsluis, 8 april 1991) is een Nederlandse roeister.

## Levensloop
Lanz begon in 2009 met roeien bij U.S.R. Triton in Utrecht. In de vrouwen acht met stuurvrouw won ze brons op het Wereldkampioenschap tot 23 jaar. Op de Europese kampioenschappen in 2015 en 2016 won ze zilver met de vrouwen acht. Bij het Olympisch kwalificatietoernooi in Luzern plaatste de boot zich voor de Olympische Spelen in Rio de Janeiro, waar het team zesde werd. In de acht behaalde Van Ven in 2017 zilver op het EK in Tsjechië. Een jaar later behaalde ze op het EK brons in dezelfde boot.
De roeister studeerde rechten en Frans aan de Universiteit van Utrecht.